# Saint-Brisson-sur-Loire
Saint-Brisson-sur-Loire è un comune francese di 1 083 abitanti situato nel dipartimento del Loiret nella regione del Centro-Valle della Loira.

## Società

### Evoluzione demografica
Abitanti censiti